# 12481 Streuvels
12481 Streuvels è un asteroide della fascia principale del diametro medio di circa 13,73 km. Scoperto nel 1997, presenta un'orbita caratterizzata da un semiasse maggiore pari a 2,7804091 UA e da un'eccentricità di 0,1583473, inclinata di 9,12048° rispetto all'eclittica.